# Saare (Gemeinde)
Saare (deutsch: Saarenhof) war eine estnische Landgemeinde im Kreis Jõgeva mit einer Fläche von 224,7 km². Sie hatte 1367 Einwohner (Stand: 1. Januar 2010).
Neben dem Hauptort Kääpa (bis 2006: Saare, 219 Einwohner) umfasste die Gemeinde die Dörfer:
| - Halliku - Jaama - Kallivere - Kiisli - Koseveski - Levala - Maardla | - Nautrasi - Odivere - Pedassaare - Putu - Pällu - Ruskavere - Saarjärve | - Sirguvere - Tarakvere - Tuulavere - Vanassaare - Vassevere - Veia - Voore |

Saare zeichnet sich vor allem durch seine unberührte Natur rund um den See Saarejärv (Fläche: 27 Hektar) und entlang des Kääpa-Flusses aus. 
Das Gutshaus von Saare wurde 1730 im Stil des Barock errichtet und war seinerzeit eines der luxuriösesten Güter des heutigen Estland. Es wurde in den 1930er Jahren zerstört. Die Ställe und Speicher sind noch erhalten.